# Condado de Ashland (Ohio)
El condado de Ashland (en inglés: Ashland County) es uno de los 88 condados del estado estadounidense de Ohio. La sede del condado es Ashland, al igual que su mayor ciudad. El condado tiene una superficie de 1.106 km² (de los cuales 6 km² están cubiertos por agua) y una población de 52.523 habitantes, para una densidad de población de 148 hab/km² (según censo nacional de 2000). Este condado fue fundado el 24 de febrero de 1846.